# Борек-Меленцький
Борек-Меленцький (пол. Borek Mielęcki, нім. Borkendorf) — село в Польщі, у гміні Кемпно Кемпінського повіту Великопольського воєводства.
Населення — 183 особи (2011).
У 1975-1998 роках село належало до Каліського воєводства.

## Демографія
Демографічна структура станом на 31 березня 2011 року:
|          | Загалом | Допрацездатний вік | Працездатний вік | Постпрацездатний вік |
| -------- | ------- | ------------------ | ---------------- | -------------------- |
| Чоловіки | 97      | 27                 | 64               | 6                    |
| Жінки    | 86      | 14                 | 56               | 16                   |
| Разом    | 183     | 41                 | 120              | 22                   |